# Mirceno
El mirceno, o β-mirceno, es un compuesto orgánico olefínico natural . Se clasifica como un hidrocarburo, más precisamente como un monoterpeno. Los terpenos son dímeros de isopreno, y mirceno es uno de los más importantes. Es un componente del aceite esencial de varias plantas, incluyendo Laurus nobilis, cannabis, ylang-ylang, tomillo, perejil, y lúpulo. Se produce principalmente semi-sintéticamente a partir de la myrcia, de la cual recibe su nombre. Se trata de un intermedio clave en la producción de varias fragancias. α-mirceno es el nombre para el isómero estructural 2-metil-6-metileno-1,7-octadieno, que no se encuentra en la naturaleza y se utiliza poco.

## Biosíntesis y producción
Los terpenos surgen naturalmente de la deshidratación de terpenol geraniol. Se podría, en principio, extraer a partir de cualquier número de plantas, por ejemplo tomillo, las hojas de los cuales contienen hasta un 40% en peso de mirceno. La ruta actual para las muestras comerciales es por la pirólisis (400 °C) de pineno, que se obtiene de la trementina.

## El uso en la industria
Mirceno es un intermedio importante usado en la industria de la perfumería. Tiene un olor agradable, pero rara vez se utiliza directamente. También es inestable en el aire, que tiende a polimerizar. Las muestras se estabilizan mediante la adición de alquilfenoles o tocoferol. Por tanto, es más altamente valorado como un intermediario para la preparación de productos químicos de sabores y fragancias tales como mentol, citral, citronelol, citronelal, geraniol, nerol, y linalol. El tratamiento de mirceno con cloruro de hidrógeno da cloruro de geranilo, cloruro de nerilo, y cloruro de linalilo. El tratamiento de estos compuestos con acetato da el acetato de geranilo, acetato de nerilo, y acetato de linalilo, respectivamente. Estos ésteres pueden luego hidrolizarse a los correspondientes alcoholes. El mirceno se convierte también en mircenol, otra fragancia que se encuentra en la lavanda, a través de hidroaminación no catalizada de la 1,3-dieno seguido de hidrólisis y la eliminación Pd-catalizada de la amina.
Como 1,3-dienos, tanto mirceno y mycenol se someten a reacciones de Diels-Alder con varios dienófilos, tales como la acroleína para dar derivados de ciclohexeno s que también son fragancias útiles.

## Efectos
Mirceno tiene un efecto analgésico y es probable que sea responsable de las propiedades medicinales de la hierba de limón té. Tiene propiedades antiinflamatorias a través de la prostaglandina E2. La acción analgésica puede ser bloqueado por la naloxona o la yohimbina en ratones que sugiere la mediación de "alfa 2-adrenérgicos con liberación estimulada de opioides endógenos".
Dosis muy altas de mirceno como barbitúrico potencian el sueño inducido en ratones, más el apoyo a las sugerencias de la actividad sedante. Es probable que este es responsable de la utilización de lúpulo y hierba de limón como sedantes. El mirceno tiene un punto de ebullición de 166-168 grados centígrados (330-334 grados Fahrenheit) y se le atribuyen propiedades analgésicas, antiinflamatorias, antibióticas y anti-mutagénicas.

## Lista parcial de las plantas que contienen mirceno
- Tomillo
- Cannabis
- Houttuynia
- Mangos
- Lúpulo
- Yerbalimón
- Pimenta racemosa
- Verbena
- Myrcia